# Agylla ampla
Agylla ampla är en fjärilsart som beskrevs av Max Wilhelm Karl Draudt 1919. Agylla ampla ingår i släktet Agylla och familjen björnspinnare. Inga underarter finns listade i Catalogue of Life.